# Hietasaari (ö i Kuhmois, Judinsalo)
Hietasaari är en ö i Finland. Den ligger i sjön Päijänne och i kommunen Kuhmois i landskapet Mellersta Finland, i den södra delen av landet, 170 km norr om huvudstaden Helsingfors. Öns area är 2 hektar och dess största längd är 170 meter i sydöst-nordvästlig riktning.